# 塔维达·本·谢赫
塔维达·本·谢赫（阿拉伯语：‎，1909年1月2日—2010年12月6日）是突尼斯首位受過現代醫學訓練的女醫師，在突尼斯推動避孕和墮胎合法化運動。她是法属突尼斯最後一任首相塔哈尔·本·阿马尔的姪女。

## 生平
1909年1月2日塔维达·本·谢赫出生於突尼斯比塞大省Ras Jebel的一個富裕的家庭，塔维达自幼喪父，母親獨自一人將家中四名子女撫養成人，塔维达母親十分開明，塔维达姊妹三人是突尼斯第一批高中畢業的女性。1928年，塔维达成為首位獲得业士文凭的突尼斯女性，畢業後她在突尼斯巴斯德研究院副主任艾蒂安·伯內特引薦下，前往法國巴黎就讀巴黎大學。1931年，塔维达加入法國北非穆斯林學生協會，同年作為協會代表在法國婦女聯合會上發佈演講，為法國殖民地穆斯林女性鳴不平。1932年塔维达獲得物理、化學和生物學文憑，得以繼續在巴黎大學醫學院進修。
1936年塔维达獲得醫學學位後回到突尼斯，當時殖民政府拒絕塔维达進入公共部門，塔维达轉而在開設當地第一家診所。1937年，她成為當地首部面向女性的法語雜誌《Leïla》首任主編。1955年她出任夏尔·尼科勒医院和阿吉扎·奥斯曼医院的婦產科負責人。塔维达一直推動突尼斯避孕和墮胎合法化，最終促使1965年突尼斯通過計劃生育的法律，1970年她更出任突尼斯卫生部旗下新成立的計劃生育部負責人。1959年塔维达加入突尼斯的醫生協會全國委員會，並在1962年擔任副會長。
2010年12月6日，塔维达在突尼斯逝世。

## 影響
2011年3月20日，法國蒙特勒伊以塔维达的名字命名一所健康中心（Centre Municipal De Santé Tawhida Ben Cheickh）。
突尼斯郵政局在2012年發行了印有塔维达肖像的郵票。同年塔维达·本·谢赫醫療援助協會在突尼斯成立。
突尼斯中央银行在2020年3月26日發行新版第納爾紙幣，其中10第納爾紙幣使用了塔维达的肖像。
Google於2021年3月27日在Google涂鸦紀念塔维达·本·谢赫。
2022年11月25日，以塔维达命名的廣場在塔维达故鄉Ras Jebel落成，廣場中還有塔维达的半身像。